# 下古莱讷
下古莱讷（法語：Basse-Goulaine，法語發音：[bas ɡulɛn] ⓘ）是法国大西洋卢瓦尔省的一个市镇，位于该省中部，与上古莱讷相邻，属于南特区和南特都会区，其市镇面积为13.74平方公里，2022年1月1日时人口数量为9,617人。
下古莱讷是南特都会区的组成部分，位于南特市区东南，卢瓦尔河左岸，有三条公交线路连接南特市区。

## 行政
下古莱讷的邮政编码为44115，INSEE市镇编码为44009。

## 地理

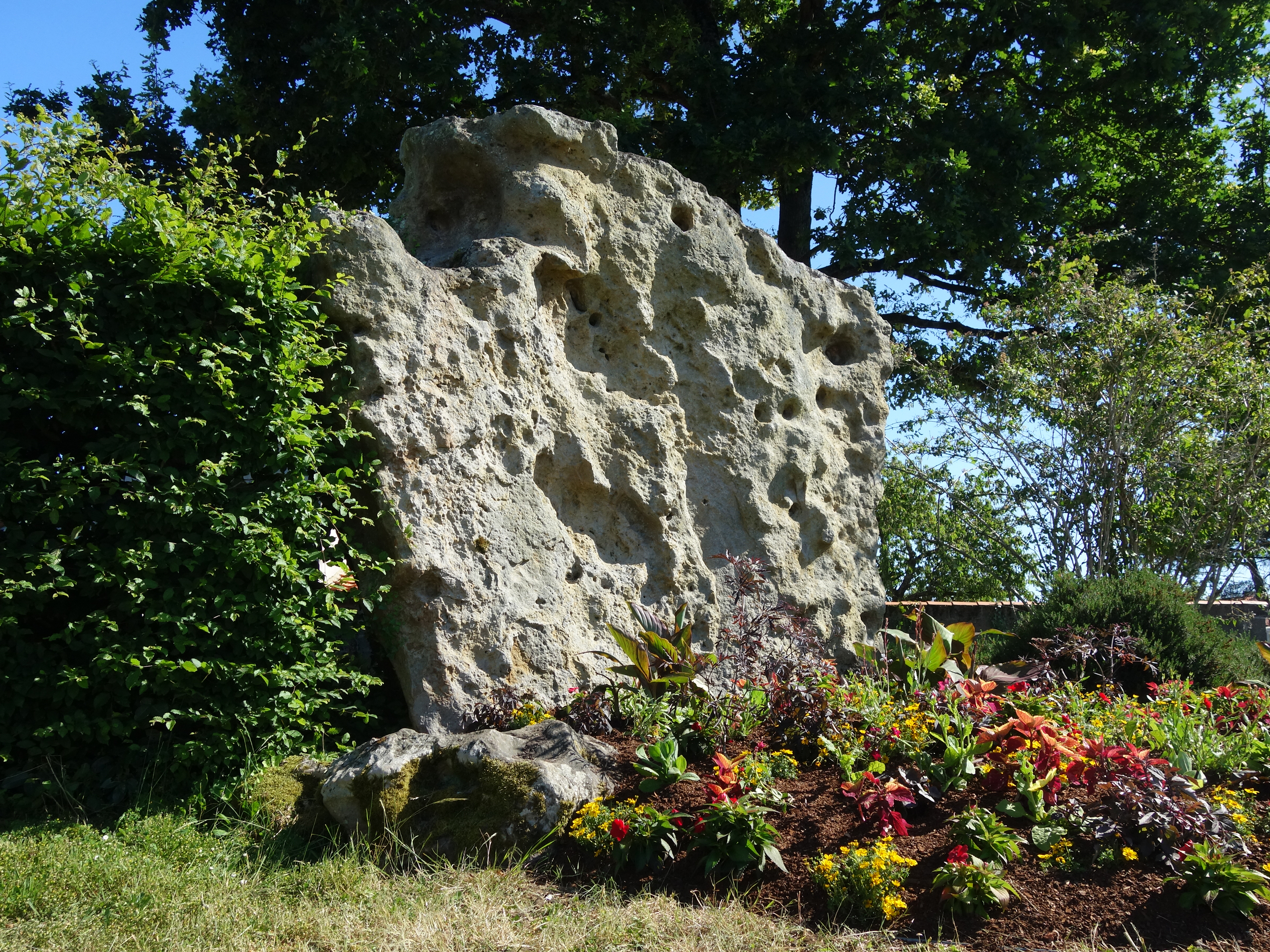
下古莱讷境内的一处石器遗址

下古莱讷（47°12'55"N, 1°27'56"W）位于法国西北部，卢瓦尔河地区大区西部和大西洋卢瓦尔省中部。
与下古莱讷接壤的市镇包括：卢瓦尔河畔圣塞巴斯蒂安、南特、卢瓦尔河畔圣吕斯、圣于连德孔塞勒、上古莱讷、韦尔图。
下古莱讷位于卢瓦尔河干流的左岸，另有人工开凿的古莱讷运河。境内地势平坦，海拔在1至44米之间。
按照柯本气候分类法，下古莱讷属于较为典型的温带海洋性气候，全年温差较小，降水分布均匀。

## 历史
下古莱讷历史上长期为一个普通村落，法国大革命后设为市镇，二战后逐渐发展成为南特东部的一个卫星城。

## 交通
南特环城大街东南段和法国国道N249线在境内交汇，另有多条省道过境。C9线、27路和60路经过下古莱讷境内并设有站点。

## 人口
| 年份   | 1936  | 1946  | 1954  | 1962  | 1968  | 1975  | 1982  | 1990  | 1999  | 2006  | 2007  | 2012  | 2018  |
| ------ | ----- | ----- | ----- | ----- | ----- | ----- | ----- | ----- | ----- | ----- | ----- | ----- | ----- |
| 人口數 | 1,185 | 1,333 | 1,539 | 1,853 | 2,160 | 3,036 | 4,099 | 5,910 | 7,504 | 7,883 | 7,927 | 8,244 | 9,093 |

## 友好城市
- 德国 泰莱（德语：Theley）